# Schweizerische Gesellschaft für Neue Musik
Die Schweizerische Gesellschaft für Neue Musik (SGNM; frz. Société Suisse de Musique Contemporaine, SSMC; ital. Società Svizzera per la Musica Contemporanea, SSMC) war eine von 1995 bis 2025 bestehende Gesellschaft zur Förderung zeitgenössischer Musik. 1995–2025 führte sie das Mandat der 1922 gegründeten ISCM Switzerland, der Schweizer Sektion der International Society for Contemporary Music ISCM (Internationale Gesellschaft für Neue Musik IGNM). Die SGNM/SSMC war Mitglied des weltweiten Dachverbandes International Society for Contemporary Music (ISCM/IGNM), der ältesten internationalen Dachorganisation zur Förderung der Neuen Musik. Unter ihren Mitgliedern fanden sich neben verschiedenen Veranstaltern und Ensembles für Neue Musik die meisten Schweizer IGNM-Ortsgruppen.

## Geschichte der SGNM
Die SGNM/SSMC wurde 1995 von Jean-Luc Darbellay im Künstlerhaus Boswil als neue Mandatsträgerin der ISCM Switzerland gegründet, deren Mandat bis dahin (1922–95) vom Schweizerischen Tonkünstlerverein STV/ASM geführt worden war. Der SGNM/SSMC gehörten die Schweizer IGNM-Ortsgruppen in Basel, Zürich, Bern, Lausanne, La Chaux-de-Fonds, Luzern, in der Zentralschweiz, in St. Gallen und im Wallis sowie verschiedene Festivals und Ensembles für Neue Musik als Mitglieder an. Sie organisierte unter anderem unter der Leitung von Mathias Steinauer die in der ganzen Schweiz stattfindenden ISCM World Music Days 2004. 2025 wurde das Mandat der ISCM Switzerland auf die Schweizer Musikedition SME/EMS übertragen und die SGNM/SSMC aufgelöst.

## Präsidenten der SGNM(Antrittsjahr in Klammern)
- Jean-Luc Darbellay (1995)
- Max E. Keller (2007)
- Nicolas Farine (2010)
- Javier Hagen (2014).[6]

## ISCM Switzerland
Die ISCM Switzerland, die Schweizer Sektion der ISCM, wurde im Oktober 1922 auf Initiative des Winterthurer Mäzenen Werner Reinhart als eine der weltweit ersten ISCM-Landessektionen gegründet. Reinhart war als 1. ISCM-Generalsekretär bereits massgeblich an der Gründung des Dachverbandes im Juni 1922 beteiligt gewesen. Gründungspräsident der ISCM Switzerland war der damalige STV-Präsident, Komponist und Dirigent Volkmar Andreae aus Zürich. Das Sektionsmandat wird 1922–95 vom Schweizerischen Tonkünstlerverein STV/ASM, 1995–2025 von der SGNM/SSMC und ab 2025 von der Schweizer Musikedition SME/EMS geführt. Die Schweizer ISCM-Sektion beherbergte bis dato insgesamt sechsmal die ISCM World Music Days (Weltmusiktage) in der Schweiz: 1926 (Zürich), 1929 (Genf), 1957 (Zürich), 1970 (Basel), 1991 (Zürich) und die ISCM World Music Days 2004.